# Berzano di San Pietro
Berzano di San Pietro (Bersan en piemontès) és un municipi situat al territori de la província d'Asti, a la regió del Piemont (Itàlia).
Limita amb els municipis d'Albugnano, Aramengo, Casalborgone, Cinzano i Moncucco Torinese.
Pertanyen al municipi les frazioni de Valle Gervasio i Valle Ochera.

## Galeria fotogràfica

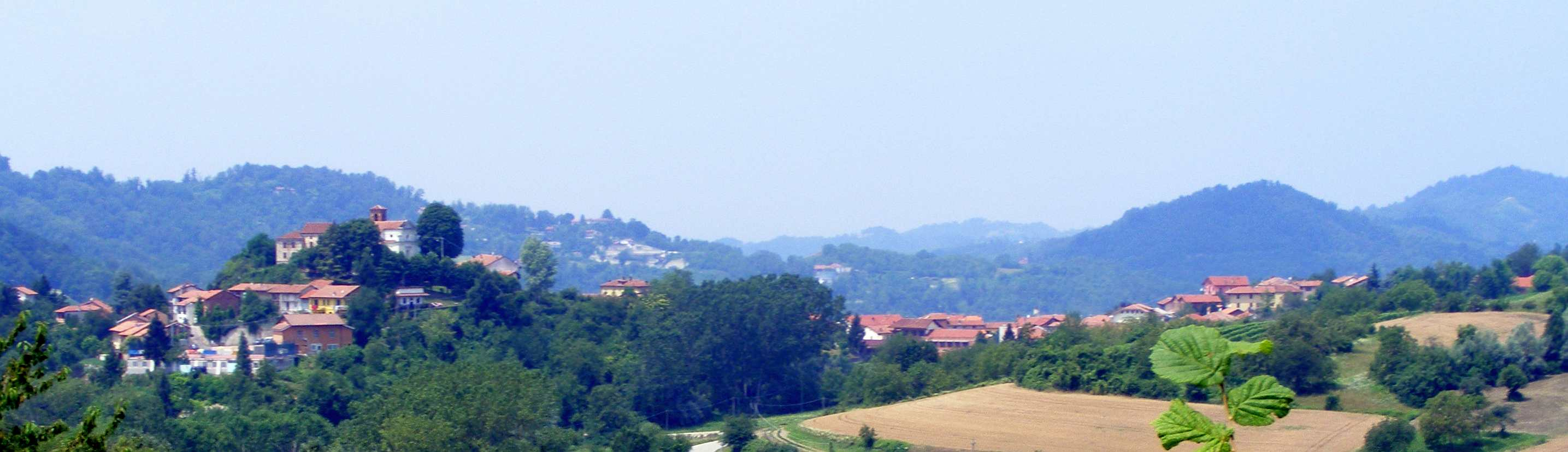
Panorama
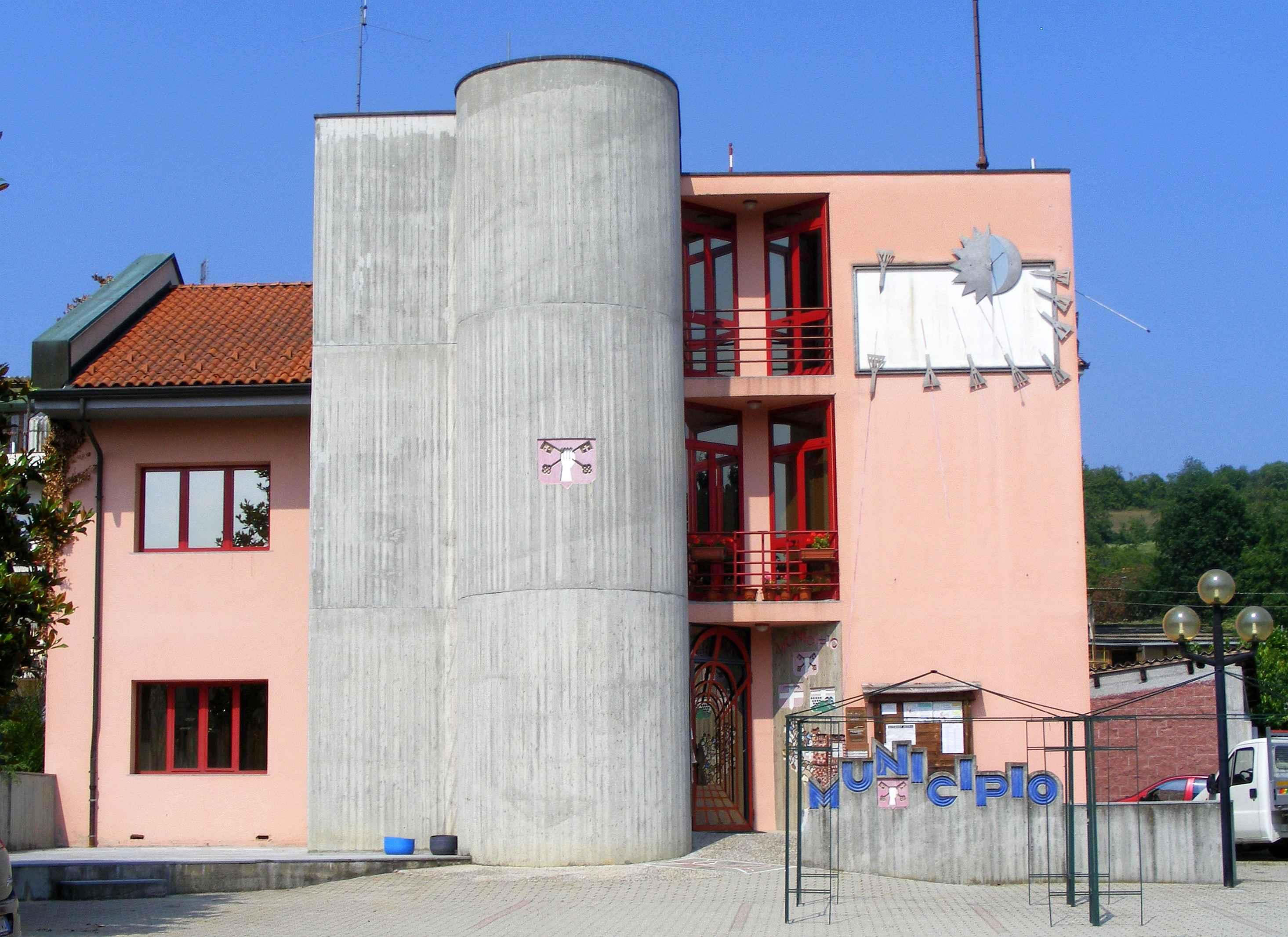
Ajuntament